# Erik Dahlbäck
Erik Dahlbäck, kallad Kapten, född 16 september 1944 i Södertälje, är en svensk musiker (trumslagare). 
Han var medlem i Gårunt show 1965–1970 och har bland annat spelat med pianisten Per Henrik Wallin, trumpetaren Rolf Ericson och basisten Red Mitchell. Dahlbäck har varit med i Fläsket brinner sedan starten 1970. 
Erik Dahlbäck är bror till komikern Bernt Dahlbäck och son till dragspelaren Allan Dahlbäck och Astrid, född Wikström. Han har tre barn musikaliskt verksamma, nämligen producenten och musikern Andreas Dahlbäck, housediskjockeyn John Dahlbäck och sångerskan och songwritern Erika Gellermark, och två döttrar verksamma inom media, Jenny Grewdahl och Anna Dahlbäck. 
Erik Dahlbäck är idag (2012) fortfarande aktiv, och spelar bland annat med det gamla proggbandet Fläsket brinner.